# أنور محمد علي
أنور محمد علي (مواليد 25 يونيو 1971) هو عداء يمني سباقات المضمار والميدان تنافس دوليا في دورة الالعاب الاولمبية الصيفية 1996. 
تنافس أنرور في سباق 400 متر في دورة الألعاب الأولمبية الصيفية لعام 1996 التي أقيمت في أتلانتا، جورجيا، الولايات المتحدة، وأكمل في 50.81 ثانية وانتهى في المركز الثامن في التصفيات لذا لم يتأهل للدور التالي. 